# San Joaquín Zorrillos
San Joaquín Zorrillos es una localidad del estado mexicano de Jalisco. Es parte del municipio de Zapotlanejo.

## Toponimia
El nombre «San Joaquín» hace referencia al santo patrono de la localidad: Joaquín de Nazaret.

## Demografía
| Gráfica de evolución demográfica |
|                                  |

| Censo | Población |
| ----- | --------- |
| 1990  | 262       |
| 2000  | 914       |
| 2010  | 1 020     |
| 2020  | 1 142     |